# Hartvíkovice
Hartvíkovice är en ort i Tjeckien.   Den ligger i regionen Vysočina, i den sydöstra delen av landet, 160 km sydost om huvudstaden Prag. Hartvíkovice ligger 442 meter över havet och antalet invånare är 553. Den ligger vid sjön Údolní nádrž Dalešice.
Terrängen runt Hartvíkovice är platt. Runt Hartvíkovice är det glesbefolkat, med 20 invånare per kvadratkilometer. Närmaste större samhälle är Třebíč, 15,9 km väster om Hartvíkovice. Trakten runt Hartvíkovice består till största delen av jordbruksmark.